# Val d'Ille Classic
La Val d'Ille Classic (oficialment: Val d'Ille U Classic 35 - Souvenir Julien Ditlecadet) és una competició ciclista francesa que es disputa anualment a La Mézière, al departament d'Ille i Vilaine, des del 2001. Fins al 2009 fou reservada per a corredors amateurs. L'any següent va entrar a formar part de l'UCI Europa Tour amb una categoria 1.2.

## Palmarès
| Any  | Vencedor          | Segon               | Tercer                |
| ---- | ----------------- | ------------------- | --------------------- |
| 2001 | Julien Roussel    | Sébastien Coué      | Jérôme Lambert        |
| 2002 | Freddy Bichot     | Freddy Ravaleu      | Christophe Guillome   |
| 2003 | Alexandre Urbain  | Guillaume Judas     | John Gadret           |
| 2004 | Cyril Vitry       | Yannick Piriou      | Benjamin Derrien      |
| 2005 | Guillaume Duval   | Guillaume Le Floch  | Yves Delarue          |
| 2006 | Cédric Hervé      | Yoann Offredo       | Jean Philippe Ribault |
| 2007 | David Piva        | Stéphane Bonsergent | Guillaume Blot        |
| 2008 | Mickaël Renou     | Nicolas Jouanno     | Gaël Malacarne        |
| 2009 | Yannick Martinez  | Morgan Kneisky      | Arnaud Molmy          |
| 2010 | Jimmy Casper      | Yohann Gène         | Benjamin Verraes      |
| 2011 | Guillaume Louyest | Thomas Bouteille    | David Chopin          |
| 2012 | Éric Berthou      | Maxime Le Montagner | Benjamin Verraes      |
| 2013 | Nacer Bouhanni    | Bryan Coquard       | Iauhèn Hutaròvitx     |